# Samir Hassan
Samir Hassan (Arnhem, 1995) is een Nederlandse acteur.

## Biografie
Hassan groeide op in Herveld. Hij heeft de opleiding muziektheater aan het ArtEZ in Arnhem gevolgd, waar hij in 2017 afstudeerde. Tijdens zijn opleiding liep hij stage bij Theatergroep Kwatta en speelde hij mee in de voorstelling Mariken.
In 2018 maakte Hassan zijn tv-debuut met de rol van Chuck in SpangaS. In hetzelfde jaar was hij te zien als dj Guus in de tv-serie K3 Roller Disco, gerelateerd aan de meidengroep K3. In 2020 keerde hij terug als Guus in de bioscoopfilm K3 Dans van de farao.
In 2021 stapte hij in de rol van Brad in de musical The Rocky Horror Show die geproduceerd werd door De Graaf & Cornelissen Entertainment. Hij kreeg voor deze rol een nominatie voor Beste Mannelijke Hoofdrol Kleine Musical bij de Musical Awards 2022.
In 2021 speelde Hassan in de musical Zodiac de rol van Bo.
In 2022 Was Hassen te zien als Tarik In Samson en Marie IJsjestijd.
In 2023 was Hassan te zien als bediende Adil in het televisieprogramma Hotel Hollandia.

## Theater
| Jaar        | Titel                      | Rol              | Producent                                    |
| ----------- | -------------------------- | ---------------- | -------------------------------------------- |
| 2018        | Fataal                     | Farhane          | Homemade Productions                         |
| 2018        | De Brief voor de Koning    | ?                | Homemade Productions                         |
| 2019        | The Rozettes 4 ever        | Miss Matchy Rose | Frank Sanders en The Rozettes                |
| 2019        | CLEOPATRA                  | ?                | Danstheater AYA i.s.m. ZEP Theaterproducties |
| 2020        | Verliefd op Ibiza          | Moussa           | REP Entertainment                            |
| 2021 - 2022 | The Rocky Horror Show      | Brad             | De Graaf & Cornelissen Entertainment         |
| 2021        | ZODIAC de musical          | Bo               | Stichting Zodiac                             |
| 2022        | De Mol en de Paradijsvogel | Wassim           | OpusOne                                      |
| 2023        | Sweeney Todd               | Tobias           | MediaLane                                    |
| 2023 - 2024 | Mamma Mia!                 | Sky              | De Graaf & Cornelissen Entertainment         |
| 2024 - 2025 | Sister Act                 | Harry            | MediaLane                                    |
| 2025 - 2026 | Soldaat van Oranje         | alternate Erik   | New Productions                              |